# Mała Martynka
Mała Martynka (ukr. Мала Мартинка) – wieś na Ukrainie, w obwodzie zakarpackim, w rejonie mukaczewskim, w hromadzie Swalawa, nad Tybawką. W 2001 roku liczyła 897 mieszkańców.